# بئاتریس لوکا
بئاتریس لوکا (به فرانسوی: Béatrice Leca) نویسنده قرن بیستم میلادی اهل فرانسه است.